# Julius von Hollen
Julius Heinrich von Hollen, ab 1866 Freiherr von Hollen (* 8. November 1804 in Hamburg; † 28. Februar 1879 in Schönweide, heute Ortsteil von Grebin) war ein deutscher Jurist, Gutsbesitzer und Abgeordneter.

## Leben
Julius Heinrich von Hollen stammte aus einer bürgerlichen Hamburger Kaufmannsfamilie, die aus Nesse in der Nähe von Bremen stammte und ursprünglich van Hollen hieß. Er war der Sohn von Levin Heinrich von Hollen (1767–1848) und seiner Frau Anna Juliane, geb. Kalckmann. 1813 erwarb sein Vater aus der Konkursmasse von Garlieb Amsinck das Gut Schönweide bei Plön, wurde am 14. September 1814 von König Friedrich VI. damit belehnt und erreichte 1820 die Umwandlung des Gutes, dessen Fläche er durch Zukäufe auf 1.778 Hektar vergrößerte, in ein Allodialgut.
Nach einem Studium der Rechtswissenschaften wurde er zum Dr. iur. promoviert. 1832 übertrug ihm sein Vater durch Schenkung das Gut Schönweide. Als Vertreter der Besitzer adliger und anderer größerer Güter war er bis 1854 Mitglied der Holsteinischen Ständeversammlung. 1842 erwarb er das Gut Görtz (heute Ortsteil von Heringsdorf (Ostholstein)), das er bis 1867 behielt, und 1849 das Gut Tüschenbek. 1857 ließ er das Herrenhaus Schönweide umbauen und erweitern. Das lokal als Schloss Schönweide bekannte Gebäude wurde 1986 von den Nachkommen verkauft und 2000 durch einen Brand zerstört.
Als Vertreter der Besitzer der ehemals landtagsfähigen Güter im Herzogtum Lauenburg wurde er 1855 in die Ritter- und Landschaft (Lauenburg) gewählt, die parlamentarische Vertretung des seit 1815 mit Dänemark in Personalunion verbundene Herzogtums, der er bis zu ihrem Ende angehörte. Im Verlauf des Deutsch-Dänischen Kriegs 1864 befürwortete er die Vereinigung Lauenburgs mit Preußen in Form einer Personalunion und unter Wahrung lauenburgischer Sonderrechte.
Am 21. März 1866 erhielt er durch Diplom des preußischen Königs  Wilhelm I. die Adelsanerkennung unter Erhebung in den preußischen Freiherrenstand für sich und seine Nachkommen.

## Familie
Er heiratete am 12. April 1832 Sofie Caroline Marie Luise (1812–1885), geb. Lueder, eine Tochter des hannoverschen Regierungsrats Carl-Wilhelm Lueder zu Wehnde (Weende (Göttingen)), der 1817 das Gut Rethwisch (heute Redewisch, Ortsteil von Boltenhagen) erworben hatte. Das Paar hatte vier Töchtern und sechs Söhne, darunter
- Luise Henriette Auguste (* 19. Dezember 1833) ⚭ Graf Karl Ernst Felix von Platen-Hallermund (* 3. August 1810 in Marseille; † 9. November 1887), Mutter von Karl von Platen-Hallermund und Oskar von Platen-Hallermund
- Heinrich Karl Georg Philibert (* 22. August 1835; † 14. April 1872) ⚭ Anna von Hymmen (1836–1927), einer Tochter von Eberhard von Hymmen.
- Julie Jeannette Adolphine (* 8. Juni 1837) ⚭ 1865 Ernst Sigismund von Zeschau († 1. September 1870), Hauptmann
- Karl Louis August Leopold (* 29. Januar 1839; † 1. Mai 1895) preußischer Landrat und übernahm Tüschenbek ⚭ Gräfin Louise Platen-Hallermund (* 21. Januar 1862; † 17. Juni 1936)
- Albrecht Konrad Ernst Friedrich (* 29. Juni 1840; † 6. August 1896) ⚭ Maria von Restorff (* 19. August 1842; † 27. Februar 1930)
- August Ludwig Adalbert Viktor (* 25. Februar 1842), Herr auf Krakow
- Sophie Amalie Luise katharina (* 24. Mai 1843) ⚭ Curt von Ammon († 18. August 1870)
- Amandus Karl Georg Ludwig (* 13. Juni 1845; † 6. September 1900), Seeoffizier, zuletzt Vizeadmiral ⚭ Luise von Stosch (* 1852)
- Ida Karoline Luise Ulrike (* 23. Juli 1848) ⚭ 1869 Heinrich von Hadeln, Hauptmann
- Gustav Karl Emil Beatus (* 22. Dezember 1851; † 7. November 1917) Kavallerieoffizier, zuletzt General der Kavallerie ⚭ Gräfin Leontine Bernhardine Helene von Roedern (* 11. Februar 1863; † 23. Dezember 1942)

Schönweide kam an seinen Enkel Ludwig Carl von Hollen (1866–1955), den einzigen Sohn des ältesten Sohns Heinrich.

## Auszeichnungen
- Königlich dänischer Hofjägermeister
- 1865: Königlicher Kronen-Orden (Preußen) 3. Klasse
- 1866: Standeserhebung zum preußischen Freiherrn